# Фабрика в Томиоке

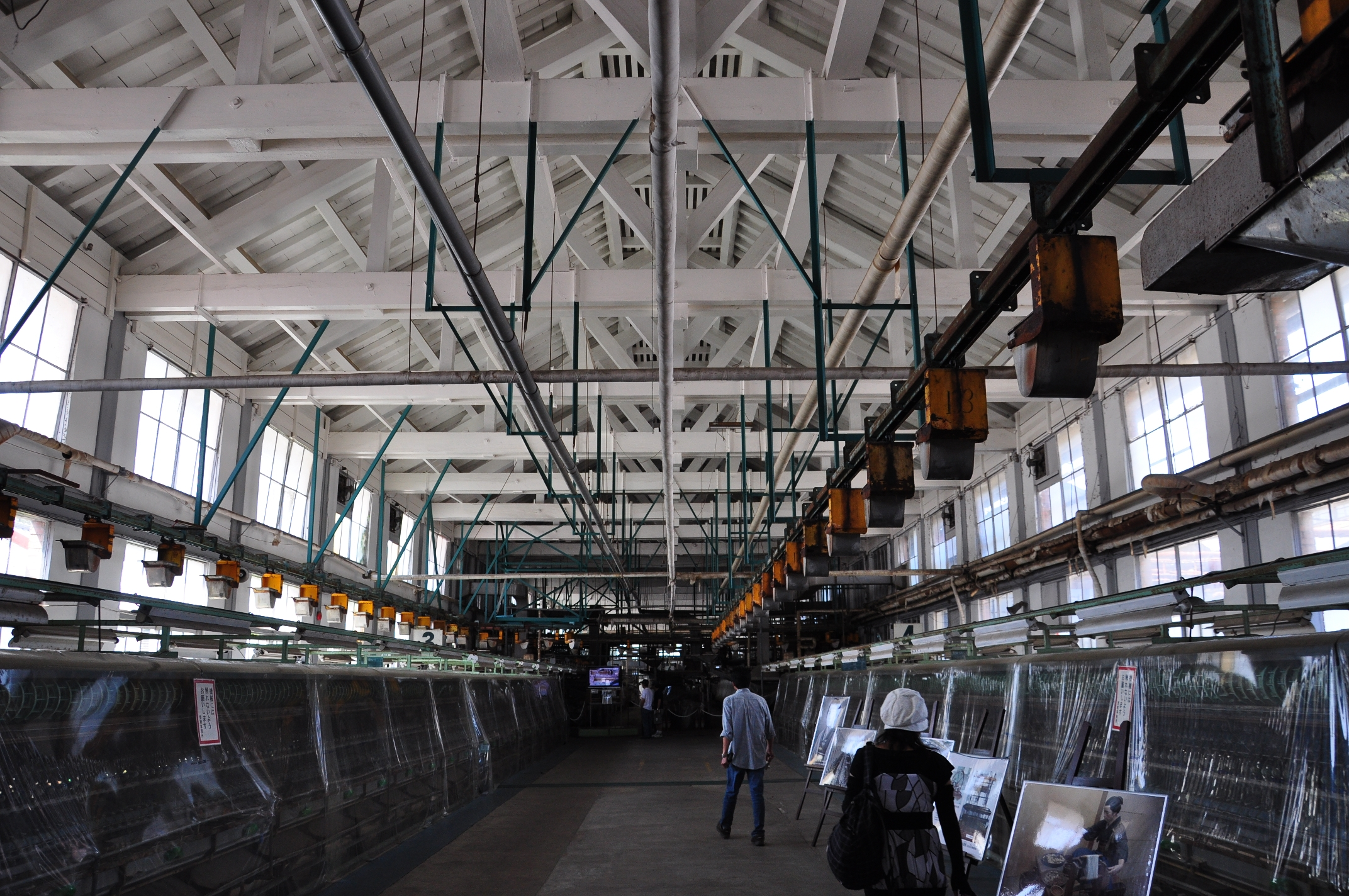

Шёлкоткацкая фабрика в Томиоке (полное официальное название «Фабрика по производству шёлка в городе Томиока и сопутствующие объекты») — старейшее шёлкоткацкое предприятие современного типа на территории Японии. Располагается на территории префектуры Гумма, в историческом центре (старом городе) Томиоки, примерно в 100 км от Токио.
Фабрика была введена в эксплуатацию в июле 1872 года. Её строительство, начавшееся годом ранее и курировавшееся непосредственно японским правительством, осуществлялось из импортируемых из Франции строительных материалов. Впоследствии территория фабрики была внесена правительством в список исторических памятников, благодаря чему здания предприятия остались в хорошей сохранности до настоящего времени.
Фабричный комплекс представляет собой один из наиболее ранних и сохранных памятников промышленной революции в Восточной Азии. Состоит из четырёх зданий:
- экспериментальная ферма, на которой происходил процесс выращивания шелкопрядов;
- холодные кладовые, где хранились яйца тутового шелкопряда (грена);
- собственно шёлковая фабрика, где происходил процесс обработки, после чего шёлковая нить наматывалась в бобины;
- профессиональное училище, в котором будущие рабочие проходили обучение технологии шелководства.

Благодаря шёлкоткацкой фабрике в Томиоке Япония смогла стать одним из ведущих экспортёров шёлка в мире; большая часть продукции поставлялась во Францию и Италию. Производство шёлка на фабрике продолжалось до 1987 года. В список исторических памятников Японии комплекс её зданий был включён в 2005 году, а 21 июня 2014 года фабрика пополнила список Всемирного наследия ЮНЕСКО.